# Casiopea
Casiopea (カシオペア, Kashiopea) é uma banda de jazz fusion instrumental japonesa, formada em Tóquio em 1976 pelo guitarrista Issei Noro e pelo baixista Tetsuo Sakurai.
Desde 1979, já gravaram 47 discos. Dentre suas canções famosas estão Galactic Funk, Eyes Of The Mind e Asayake, com destaque para esta última, que foi ranqueada como a 81ª melhor canção instrumental de guitarra pela revista Young Guitar Magazine em 2019.

## Membros
- Issei Noro (Guitarra)
- Kiyomi Otaka (Órgão e Teclados)
- Yoshihiro Naruse (Baixo)
- Akira Jimbo (Bateria)

### Ex-membros
- Hidehiko Koike (Teclados)
- Minoru Mukaiya (Teclados)
- Tetsuo Sakurai (Baixo)
- Takashi Sasaki (Bateria)
- Masaaki Hiyama (Bateria)
- Noriaki Kumagai (Bateria)
- Hiroyuki Noritake (Bateria)

## Discografia

### CDs
- Casiopea (1979)
- Super Flight (1979)
- Thunder Live (1980)
- Make Up City (1980)
- Eyes Of The Mind (1981)
- Cross Point (1981)
- Mint Jams (1982)
- 4x4 (1982)
- Photographs (1983)
- Jive Jive (1983)
- The Soundgraphy (1984)
- Down Upbeat (1984)
- Halle (1985)
- Casiopea Live (1985)
- Sun Sun (1986)
- Perfect Live II (Tour comemorativo do 10º aniversário, 1987)
- Platinum (1987)
- Euphony (1988)
- Casiopea World Live '88 (1988)
- The Party (1990)
- Full Colors (1991)
- Active (1992)
- We Want More (1992)
- Dramatic (1993)
- Answers (1994)
- Hearty Notes (1994)
- Asian Dreamer (1994)
- Freshness (1995)
- Flowers (1996)
- Light and Shadows (1997)
- Be (1998)
- Material (1999)
- 20th (Show do 20º aniversário, 2000)
- Bitter Sweet (2000)
- Main Gate (2001)
- Inspire (2002)
- Places (2003)
- Marble (2004)
- GIG 25 (Show do 25º aniversário, 2005)
- Signal (2005)
- Gentle & Mellow (Compilação das melhores gravações de estúdio, 2006)
- Groove & Passion (Compilação das melhores performances ao vivo, 2006)
- Legend of Casiopea (Box Set do 30º aniversário, 2009)
- Live Liftoff 2012 (2013) - Retorno da banda após seis anos sem novos álbuns/shows
- Ta•Ma•Te•Box (2013) - Primeiro álbum de estúdio desde Signal (2005)
- A•So•Bo (2015)
- I•Bu•Ki (2016)
- Vestige (Compilação do 40º aniversário, 2017)

## Paradas Musicais

### Por Álbuns[2]
| Ano  | Álbum            | Ranking     | Posição |
| ---- | ---------------- | ----------- | ------- |
| 1981 | Eyes Of The Mind | Jazz Albums | #33     |
| 1982 | Make Up City     | Jazz Albums | #46     |